# Catacaos
Catacaos ist eine Stadt in der Provinz Piura in der Region Piura im Nordwesten von Peru. 

## Geografie
Catacaos liegt in der ariden Küstenwüste Nordwest-Perus auf einer Höhe von 28 m. und 10 km südwestlich vom Stadtzentrum von Piura am östlichen Flussufer des Río Piura.
Beim Zensus 2017 lag die Einwohnerzahl bei 44.124. 10 Jahre zuvor lag diese bei 44.797.
Die Stadt ist Verwaltungssitz des gleichnamigen Distriktes. 

## Wirtschaft und Verkehr
Im Umkreis der Stadt wird bewässerte Landwirtschaft betrieben.
Die Nationalstraße 1N führt östlich an Catacaos vorbei.
Nach 1886 entstand eine Verlängerung der Bahnstrecke Paita–Piura von Piura nach Catacaos, allerdings als Schmalspurbahn in der abweichenden Spurweite von 750 mm und zunächst nur als Pferdebahn. Schwachpunkt der Strecke war die Brücke über den Río Piura, die zunächst nur für geringe Lasten ausgelegt war. 1893 oder etwas später wurde die Strecke dann insgesamt mit lokomotivbespannten Zügen betrieben. Ab 1925 führte die Peruvian Corporation auf vertraglicher Basis den Betrieb der Bahn. 1937 stellte sie ihren Betrieb ein.